# Johnny Harris (Journalist)
Johnny Harris (* 28. Mai 1988 in Oregon) ist ein US-amerikanischer Filmemacher, Journalist und YouTuber, der derzeit in Washington, D.C. lebt. Bekannt wurde er durch seine Arbeit an der Borders-Serie für das englischsprachige Nachrichtenportal Vox, für die er als Produzent und Moderator tätig war. Darüber hinaus hat Harris auch drei Videos für die New York Times erstellt. Im Jahr 2019 gründete er das Unternehmen Bright Trip, das Videokurse zum Thema Reisen anbietet.

## Frühes Leben und Ausbildung
Harris wuchs in einer mormonischen Familie in einer kleinen Stadt in Oregon auf. Er absolvierte die Ashland High School in Ashland, Oregon und diente anschließend für zwei Jahre als Missionar der Kirche Jesu Christi der Heiligen der Letzten Tage in Tijuana, Mexiko, bevor er die Kirche verließ.
Harris hat einen Bachelor-Abschluss in Internationalen Beziehungen und Angelegenheiten von der Brigham Young University (2013) sowie einen Master-Abschluss in internationaler Friedens- und Konfliktlösung von der American University (2016) erworben.

## Karriere

### Borders
Zwischen 2017 und 2019 produzierte und moderierte Harris die Dokumentarfilm-Serie Borders für Vox, in der soziopolitische Probleme in verschiedenen Grenzregionen weltweit beleuchtet wurden. Die Serie erhielt zwei Emmy-Nominierungen. Aufgrund der COVID-19-Pandemie und Budgetplanungen wurde die Produktion der Serie im Jahr 2020 eingestellt.

### YouTube
Harris gründete seinen YouTube-Kanal im Juni 2011. Seitdem die Serie Borders eingestellt wurde, produziert er weiterhin Videos zu internationalen Angelegenheiten, Geschichte und Geografie, die er mit kreativen visuellen Grafiken auf seinem eigenen Kanal veröffentlicht. Darüber hinaus hat er auch Videos für die New York Times und das Weltwirtschaftsforum produziert.
Mit Stand vom 4. März 2025 hat Harris 6,48 Millionen YouTube-Abonnenten. Einige seiner Videos befassen sich mit Themen wie Kriegen, internationalen Beziehungen und der Geschichte der Kolonialisierung in den USA, dem Nahen Osten und den pazifischen Inseln.

### Newpress
Newpress ist ein Kollektiv aus freien Journalisten, welches durch Johnny Harris gegründet wurde.
The coming together of independent journalists that are relatable and earnest and courious, that focus on the context and the history and the backstory of the events shaping our world.
Er möchte damit eine Lücke in der Medienlandschaft schließen. Derzeit sind drei Journalisten teil von newpress:
| Journalist           | Kanal         |
| -------------------- | ------------- |
| Johnny Harris        | Johnny Harris |
| Sam Ellis            | SearchParty   |
| Christophe Haubursin | tunnel_vision |

### Freiberufliche Tätigkeit
Am 9. November 2021 wurde Harris als Videoproduzent in einem Meinungsbeitrag der New York Times mit dem Titel "Blue States, You're the Problem" genannt. Dieser Beitrag gewann später einen Emmy.

### Kritik und Vorwurf von Propaganda
Johnny Harris wurde mehrfach vorgeworfen, in seinen Videobeiträgen Sachverhalte verfälschend zu vereinfachen, Geschichtsrevisionismus zu betreiben und bezahlte Inhalte nicht oder nicht ausreichend zu kennzeichnen. Im Januar 2021 veröffentlichte er das Video „How China Became So Powerful“, das die neuere Geschichte Chinas nachzeichnet und für eine freiere Marktwirtschaft wirbt. Die Produktion des Videos wurde vom World Economic Forum gesponsert und das Skript wurde maßgeblich von dem WEF-PR-Autor Peter Vanham mitverfasst – eine Verbindung, die erst am Ende des Videos erwähnt wird. Das Video wurde vom YouTuber Tom Nicholas als Propaganda verurteilt. Jonathan Jarry von der McGill University schrieb, dieser Beitrag sei „weder um Bildung noch um Journalismus bemüht, sondern um Werbung für das WEF-Treffen in Davos und das neueste Buch seines Gründers“.
Im August 2022 kritisierte der Geschichts-YouTuber The Present Past das Video „How Europe Stole The World“ aufgrund von Simplifizierungen komplexer Vorgänge, falsch dargestellter Zeitabläufe und dem Fehlen von Quellangaben. Im Dezember 2024 veröffentlichte Harris ein Video zum Ukraine-Konflikt, in dem er dessen Ursache maßgeblich der NATO-Osterweiterung zuschrieb. Dies sorgte für massive Kritik. Ein Autor des Kyiv Independent warf ihm vor, „Sensationslust über Fakten zu stellen und die Geschichte zu ignorieren“. Im Dezember 2024 veröffentlichte Harris ein Video über das saudi-arabische Bauprojekt NEOM, für das er nach Saudi-Arabien reiste. Auch dieses Video brachte ihm den Vorwurf von bezahlter Werbung und Propaganda ein.  Der YouTuber Micro kritisierte die mangelnde Einordnung des politischen Umfelds in Saudi-Arabien sowie die mangelnde Transparenz bezüglich der Umstände, unter denen das Video entstand.

## SerieBorders
| Staffel | Episoden | Erstausstrahlung             | Erstausstrahlung             | Erstausstrahlung | Location(s)  |
| Staffel | Episoden | Premiere                     | Finale                       | Produzent        | Location(s)  |
| ------- | -------- | ---------------------------- | ---------------------------- | ---------------- | ------------ |
| 1       | 6        | 22. Mai 2017                 | 14. Oktober 2017             | Vox Media Inc.   | Verschiedene |
| 2       | 5        | 11. Juli 2018                | 15. August 2018              | Vox Media Inc.   | Hongkong     |
| 3       | 5        | 22. November 2018            | 18. Dezember 2018            | Vox Media Inc.   | Kolumbien    |
| 4       | 5        | 26. Juni 2019                | 24. Juli 2019                | Vox Media Inc.   | Indien       |
| 5       | –        | Veröffentlichung eingestellt | Veröffentlichung eingestellt | Vox Media Inc.   | USA          |

## Privatleben
Harris ist verheiratet mit Isabel „Izzy“ Harris und gemeinsam haben sie zwei Söhne.
Bei Harris wurden Legasthenie und eine Aufmerksamkeitsdefizit-/Hyperaktivitätsstörung diagnostiziert.
Zudem ist sein Schwiegervater Kapitän eines U-Boots mit ballistischen Raketen vom Typ SSBN.